# Croix de Prat
La croix de Prat est une croix monumentale située sur la commune de Prat-Bonrepaux, dans le département de l'Ariège, en France.

## Situation
L'édifice se trouve près du pont sur la Gouarège en direction du château, dans le village de Prat.

## Description

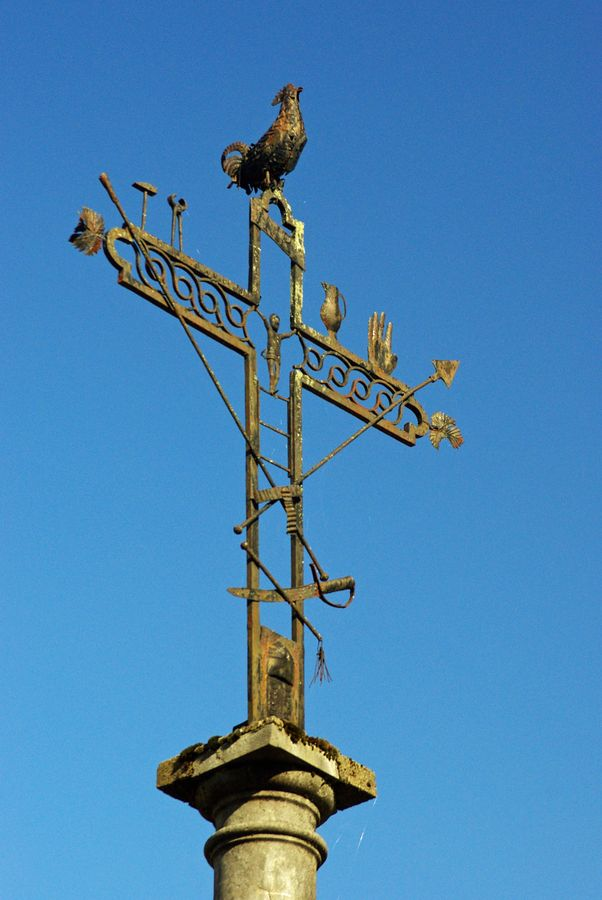
Détail de la croix de Prat.

La croix est en fer forgé surmontée du coq traditionnel et supporte les différents instruments de la Passion du Christ. Elle repose sur une colonne posée sur un piédestal carré avec un soubassement régressif.
La croix forgée sise près du pont est inscrite au titre des monuments historiques par arrêté du 27 avril 1965.

## Histoire
Le monument date du XVIIIe siècle.